# Eduard Petzold
Pour les articles homonymes, voir Petzold.
Carl Eduard Adolph Petzold, né le 14 janvier 1815 à Königswalde dans le Brandebourg oriental et mort en août 1891, est un paysagiste et créateur de parcs allemand.

## Biographie
Eduard Petzold est le fils d'un pasteur luthérien, Carl Friedrich Christian Petzold, qui emmène sa famille à Muskau où il est nommé en 1826 comme surintendant. Eduard poursuit ses études  entre 1828 et 1831 à l'école secondaire de Halle et ensuite devient apprenti-jardinier auprès du prince von Pückler-Muskau, créateur de jardins fameux de cette époque et qui exercera une grande influence sur sa vie. Petzold travaille à l'aménagement du parc de Muskau.
Petzold crée son premier parc à Matzdorf en province de Silésie entre 1835 et 1838 et par la suite il adapte les conceptions de Pückler-Muskau dans un sens plus large. Il est nommé jardinier de la cour de Weimar en 1844, charge qu'il exerce jusqu'en 1852, année où il retourne à Muskau en tant qu'inspecteur du parc (Parkinspektor). Il est aussi entre 1852 et 1872 directeur des parcs des Pays-Bas, surtout auprès du prince Frédéric-Guillaume.

## Œuvre
Petzold est le créateur de 174 parcs et jardins, surtout de châteaux et domaines seigneuriaux, en Allemagne, c'est-à-dire en Silésie, Thuringe, Saxe, Prusse-Occidentale et Brandebourg, mais aussi en Autriche-Hongrie, aux Pays-Bas, en Pologne, en Bulgarie, et dans l'Empire ottoman. Il publia aussi fréquemment des brochures et des articles spécialisés, ainsi que des ouvrages consacrés à son art, et des biographies de paysagistes, surtout celle du prince von Pückler-Muskau, en 1874.
- 1844, parc du château d'Ettersburg
- 1846-1850, parc du château de Tiefurt, au nord-est de Weimar
- 1847, parties ouest et nord du parc du château d'Altenstein
- 1863, parc de Zypendaal à Arnhem
- 1864, château de Salaberg à Haag, en Basse-Autriche
- 1864, parc  du château de Beyernaumburg
- 1866, agrandissement du parc de Brühl à Quedlinburg
- Années 1860, parc du château de Wilhelmsthal à Eckardtshausen (Marksuhl), près

d'Eisenach
- 1869, domaine de Bingerlen en Gueldre
- 1878, parc du château de Middachten (de) à De Steeg, près de Rheden
- 1885-1891, parc du château de Twickel (en) à Delden